# Sendaphne bennetti
Sendaphne bennetti  (лат.) — вид мелких наездников рода Sendaphne из семейства Braconidae (Ichneumonoidea). Мексика. Самый северный вид рода Sendaphne.

## Распространение
Северная Америка, Мексика.

## Описание
Очень мелкие паразитические наездники, длина тела 4,1 мм, длина переднего крыла 4,0 мм. Голова и грудь чёрные. Тегулы жёлтые. Метасома: 1,2 и часть 3-го медиотергитов желтовато-красные, остальная часть брюшка буровато-чёрная. Задние тазики ног жёлтые. Предположительно паразитируют на гусеницах бабочек. Вытянутые глоссы апикально раздвоенные, проподеум гладкий и блестящий. Медиотергит 1 сужается в заднем направлении, а 2-й медиотергит субтреугольный. Яйцеклад длинный и изогнутый (в 2 раза длиннее задних голеней).

## Систематика
Вид был впервые описан в 2015 году американскими энтомологами Хосе Фернандес-Триана (Jose L. Fernandez-Triana, Canadian National Collection of Insects, Ottawa, Canada and University of Guelph, Guelph, Канада) и Джеймсом Уитфилдом (James B. Whitfield, University of Illinois, Urbana, США). Сходен с Sendaphne broadi, отличаясь широким медиотергитом 1. Видовое название дано в честь канадского гименоптеролога Эндрю Беннетта (Dr. Andrew Bennett; Canadian National Collection, Оттава, Канада), крупного специалист по наездникам.